# Tullia d'Aragona
Tullia d'Aragona (circa 1510–1556) fue una poetisa italiana, autora y filósofa. Nacida en Roma,  vivió en Venecia, Ferrara, Siena, y Florencia, antes de regresar a su ciudad natal. Estudiosos discuten si Penelope d'Aragona, nacida en 1535, era su hija o su hermana, como algunos proponen. Sin embargo tuvo un hijo, Celio, quién está mencionado en su testamento. Como su madre no estuvo casada con su presunto padre (el Cardenal Luigi d'Aragona), la vida de Tullia estuvo marcada por el estigma del nacimiento ilegítimo de una madre cortesana, por un lado, y la fama literaria, por el otro.

## Trasfondo
Tullia nació en Roma alrededor de 1510, era hija de Giulia Campana, una cortesana (meretriz). También conocida como Giulia Ferrarese, la madre era elogiada como "la belleza más famosa de esos días". Su supuesto padre era el Cardenal Luigi d'Aragona, quien a su vez era nieto ilegítimo de Fernando I de Nápoles. El Cardenal le proporcionó su educación en humanidades; de joven Tullia demostró ser una niña prodigio quien asombraba incluso a los "invitados" de su madre.
Su fama y éxito la convirtieron en la más célebre poeta-cortesana del Renacimiento.  Con su intelecto, capacidades literarias y sus habilidades sociales entretenía a hombres poderosos y a poetas famosos.

## Años en Roma
Después de la muerte del Cardenal en 1519,  pasó siete años en Siena, antes de regresar a Roma en 1526. Iniciándose en el mundo como una cortesana a la edad de 18, se volvió exitosa como escritora e intelectual.  Era vista a menudo en compañía de poetas, como Sperone Speroni. La evidencia disponible sugiere que se trasladaba con frecuencia y vivió en Bologna en 1529, donde Papa Clemente VII y Emperador Carlos V mantenían negociaciones después del Saco de Roma en 1527.
En 1531,  estuvo vinculada sentimentalmente con Filippo Strozzi, un magnate bancario florentino quien había sido famoso por su corta relación con la cortesana más hermosa de Italia, Camilla Pisana. Strozzi estuvo tan enamorado de Tullia que compartió secretos de estado con ella y tuvo que regresar a Florencia. Otros amantes incluían a Emilio Orsini, quien fundó la "Sociedad Tullia de los Seis Caballeros" para proteger su honor.

## Años en Venecia, Ferrara, Siena, Florencia y Roma
A la edad de 30, se mudó a Venecia, donde tuvo una relación con el poeta Bernardo Tasso.
En 1537, la correspondencia de Battista Stambellino a Isabella D'Este sugiere que estaba viviendo en Ferrara. Ferrara era una capital de las artes y la cultura, y Tullia hizo pleno uso de sus habilidades para el canto y el entretenimiento de lengua viperina. Dos de los gigantes literarios de Italia, Girolamo Muzio y Ercole Bentivoglio, cayeron al mismo tiempo enamorados de ella . Muzio le escribió cinco ardientes égoglas, nombrándola en ellas como "Thalia", mientras Bentivoglio llegó al extremo de esculpir su nombre en cada árbol sobre el Río Po. Cuando dejó Ferrara cuatro años más tarde, según se dice, más de un hombre intentó suicidarse por ella.
Hacia 1543, hay registros que indican que Tullia se habría casado con Silvestro Guiccardi de Ferrara, de quien no se sabe absolutamente nada.
En 1545/6, estuvo otra vez en Siena, pero a causa del malestar social huyó hacia Florencia, donde pasó a ser una encargada en la corte de Cosme I de Médici, entonces Gran Duque de Toscana. Una vez allí, escribió Dialogo dell'Infinità d'Amore (1547), el cual es una reivindicación neoplatonista de autonomía sexual y emocional de la mujer dentro del amor romántico. Durante el siglo anterior, la corte de Medici había patrocinado el resurgimiento de la ilustración del Neoplatonismo, particularmente Marsilio Ficino, quien también había escrito acerca de la naturaleza del deseo sexual y el amor desde esa perspectiva. Al mismo tiempo, escribió una serie de sonetos que elogiaban los atributos de los nobles florentinos de su época, o de célebres figuras literarias contemporáneas. Su último trabajo conocido, Il Meschino, es un poema épico, en el cual relataba las experiencias de un joven cautivo, Giarrino, quien era esclavizado y llevado a través de Europa, África y Asia, como también al Purgatorio e Infierno, intentando encontrar a sus padres perdidos.
A los cuarenta años de edad, d'Aragona continuaba escribiendo sonetos. Especialmente al historiador y poeta Benedetto Varchi, quien era una inspiración para ella. Bajo su tutela y con su inteligencia transformó su casa en una academia filosófica para los expertos, y continuó su desarrollo como escritora.
Después de esto, Tullia regresó de Florencia a Roma, y no se supo mucho más de su vida. Murió en 1556. Después de su muerte, hubo ediciones póstumas de sus trabajos en italiano, en 1552, 1694, 1864, 1912, 1974, 1975 y 1980. Su trabajo ha sido analizado en la obra "The Other Voice in Early Modern Europe" de la Universidad de Chicago, en la que se tratan textos de autores femeninos del Renacimiento, así como la defensa de la emancipación de las mujeres en esa era.